# Aldisa barlettai
Aldisa barlettai is een slakkensoort uit de familie van de Cadlinidae. De wetenschappelijke naam van de soort werd voor het eerst geldig gepubliceerd in 1989 door Ortea & Ballesteros.